# Bielany
Bielany è un comune rurale polacco del distretto di Sokołów, nel voivodato della Masovia.
Ricopre una superficie di 109,6 km² e nel 2004 contava 3 919 abitanti.